# Luc Heuvelmans
Luc Heuvelmans (Geel, 10 september 1967) is een Belgisch voormalig wielrenner.

## Carrière
Heuvelmans komt uit een wielerfamilie, zijn vader Leopold Heuvelmans en diens broers Alfons Heuvelmans en René Heuvelmans waren allen wielrenner. Hij zelf wist in 1984 Belgisch kampioen te worden bij de nieuwelingen en een jaar later bij de militairen datzelfde jaar won hij ook de Ronde van Vlaanderen voor junioren. Ook bij de amateurs was hij succesvol.

## Erelijst
1984
Sint-Brixius-Rode
 Belgisch kampioen op de weg (nieuwelingen)
1985
 Belgisch kampioen op de weg (militairen)
Ronde van Vlaanderen (junioren)